# District de Thuận Thành
Thuận Thành (Huyện Thuận Thành) est un district de la province vietnamienne du Bắc Ninh.

## Présentation
Il est placé sous la juridiction de la province. Sa superficie est de 116 km2.
Thuận Thành est subdivisé administrativement en 18 subdivisions : une ville (thị trấn) et 17 communes (xã).